# Reale Yacht Club Canottieri Savoia
Il Reale Yacht Club Canottieri Savoia è un antico e prestigioso circolo nautico di Napoli, fondato nel 1893 con il nome Circolo Canottieri Sebezia. Il Circolo sorge sulla Banchina Santa Lucia a ridosso dell'omonimo borgo, nel quartiere San Ferdinando.

## La sede

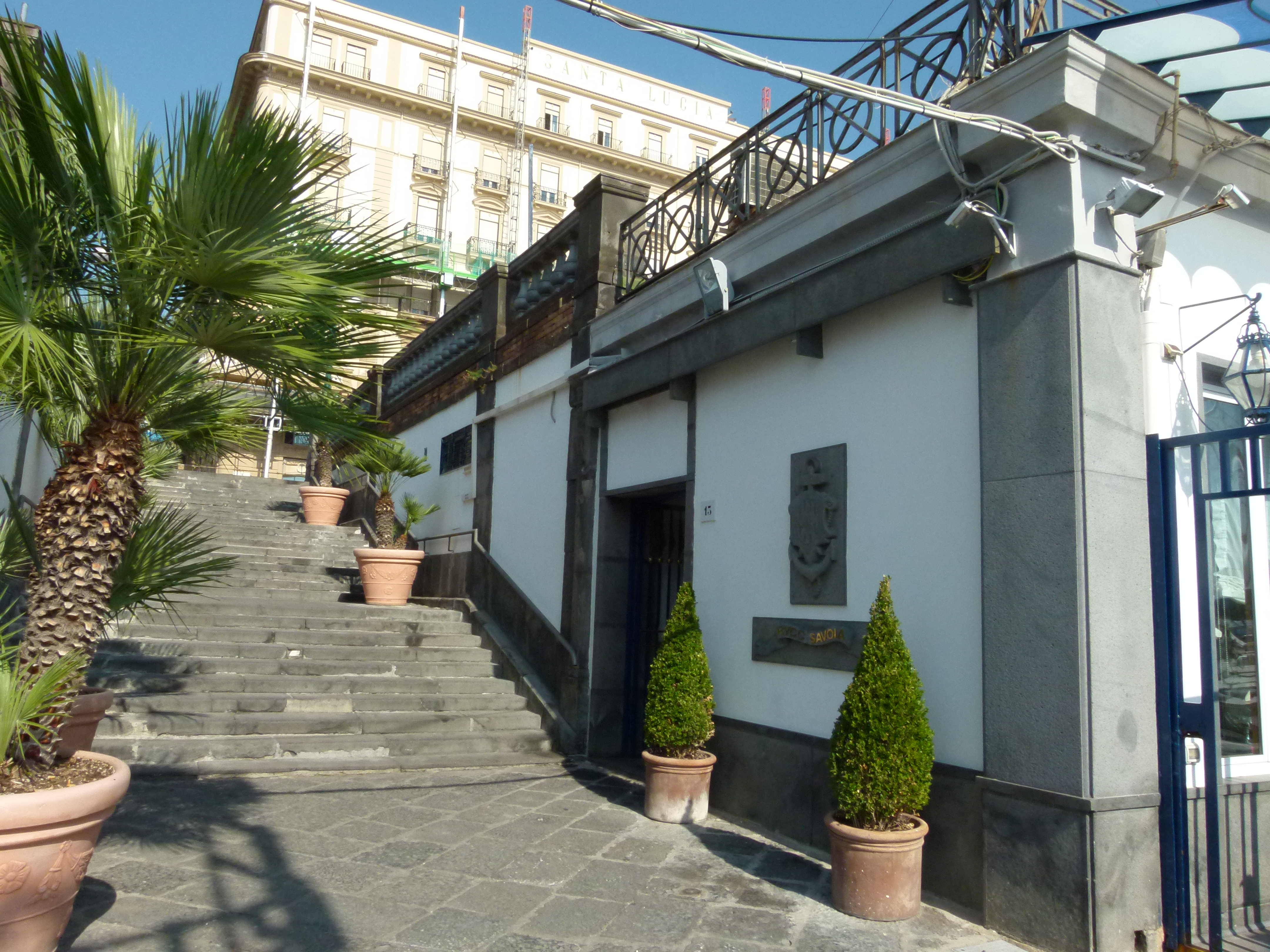
Ingresso del Reale Yacht Club Canottieri Savoia.

La sede del Circolo è situata sulla Banchina Santa Lucia fin dal 1893.
Per assicurarsi i locali i soci fondatori furono costretti a coabitare con la bottega di un fabbro. In seguito il Circolo ottenne in affitto tutti i locali, che dal 1926 vennero acquistati da Giorgio Ascarelli, proprietario del Calcio Napoli.
Più tardi Ascarelli accettò di rivenderli ai soci del Savoia. Tuttavia la compravendita fu seguita da numerose polemiche per il prezzo dell'immobile, ritenuto da molti troppo alto.
La sede ha una superficie coperta di 1.000 m² situati proprio sulla banchina del porticciolo di Borgo Marinari. La superficie esterna è composta da una terrazza con giardino e da una parte della banchina stessa.

## Storia

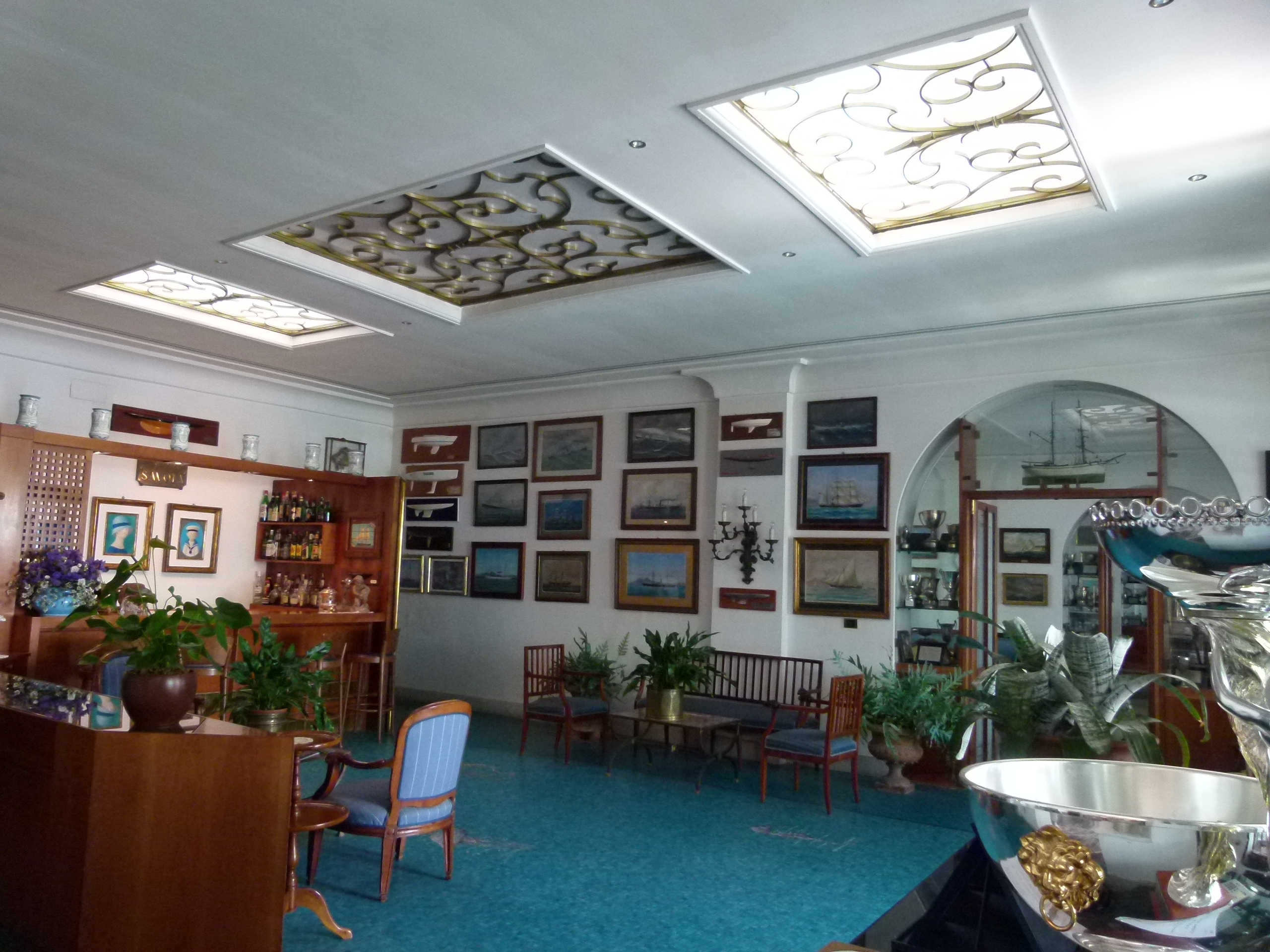
Salone del Reale Yacht Club Canottieri Savoia.

Il Circolo Canottieri Sebezia è stato fondato il 15 luglio 1893 da undici soci precedentemente appartenenti al Reale Club Canottieri Italia. Due anni dopo il nome sarebbe diventato Yacht Club Canottieri Savoia. Gli undici fondatori si staccano di comune accordo dal Circolo Italia per costituire una alternativa agonistica al loro vecchio circolo. Nell'accordo di scissione il nuovo circolo riceveva in dote un vecchio quattro jole a sedile fisso chiamato Nautilus.
Il 15 agosto 1894, nel corso di una violenta burrasca, il Nautilus si capovolse causando la morte di tre dei quattro occupanti che partecipavano ad un raid remiero Napoli-Capri-Napoli. La Canottieri Sebezia, duramente colpita da lutto, rischiò lo scioglimento. I soci si rivolsero alla Casa Regnante in cerca di aiuto. Umberto I e il figlio ed erede Vittorio Emanuele, Principe di Napoli, intervennero in favore del Circolo, dandogli un nuovo slancio.
Per gratitudine verso i Reali, i soci della Canottieri Sebezia cambiarono il nome del Circolo inserendo il nome Savoia e, per ricordare gli amici scomparsi, sostituirono il colore sociale celeste con il colore nero.
In seguito Vittorio Emanuele III, divenuto re, concederà al Savoia la patente di Circolo Reale e ne assumerà la Presidenza Onoraria che manterrà per ben quarantasei anni. Nel 1900 ancora una volta in onore alla Casa Savoia, i colori sociali cambieranno nuovamente e il nero verrà sostituito dal definitivo blu Savoia. La vita sportiva e sociale del Club dal 1895 in avanti avrà uno sviluppo frenetico. Lo yacht  ‘Caprice’ dell’ing. Emilio Anatra si aggiudica, vincendo ben tre edizioni consecutive, la famosissima coppa Gordon Bennett che si disputa in Costa Azzurra, coppa riservata ai grandi yacht di venti tonnellate quasi tutti appartenenti alle famiglie regnanti d’Europa. I canottieri vincono di fila cinque edizioni della Coppa Lysistrata. Lo star ‘Orsa’ vince a Marsiglia nel 1934 il primo Campionato Europeo della Classe Star, con l’equipaggio Giannini-Malfitano. Tra le due guerre i colori del Savoia ottengono vittorie di grande prestigio sia nella vela che nel canottaggio.
Dal dopoguerra fino ai giorni nostri molti titoli italiani e europei e mondiali sono conquistati da equipaggi del Savoia. L’otto metri ‘Miranda III’ del Circolo Savoia nel 1949 viene scelto per difendere i colori italiani nella Coppa di Francia. È l’ultima partecipazione degli 8 metri S.I. a questa prestigiosa competizione. Nel 1960 il Savoia viene scelto quale centro operativo delle Olimpiadi della Vela di Napoli e il Dragone “Venilia”, con Nino Cosentino al timone, vince la medaglia di bronzo alle Olimpiadi di Napoli nel 1960. Il CONI conferisce poi al Circolo Savoia la Stella d’Oro al Merito sportivo nel 1969.
Nel corso degli anni Ottanta il Savoia soffre di una crisi che ai più sembra irreversibile, il numero dei soci più che dimezzato e le attività sportive e sociali ridotte al lumicino. Nel 1991 la svolta. Un colpo di vento spazza via le carte da giuoco, allontana per sempre le decine di anziane signore che occupano tutti i pomeriggi la sede sociale, riaccende l’entusiasmo e riafferma l’orgoglio dell’appartenenza.
Il Savoia riprende a vivere. Le vecchie regole della vita sociale mai codificate da Statuti e Regolamenti del club vengono rispolverate. Si cena sempre con giacca e cravatta sia d’estate che d’inverno, i telefonini rigorosamente spenti e le signore sempre accompagnate, specialmente al ristorante, la politica tenacemente tenuta fuori dal Circolo.
Oggi il Circolo ha soci inseriti ai più alti livelli della vita politica, scientifica, industriale, amatoriale, artistica e non solo nazionale. Ai successi sportivi del Club si affiancano ogni giorno eventi sociali che fanno del Savoia il centro prestigioso della più bella attività culturale e mondana di Napoli. Nel 1997 su iniziativa del presidente Dalla Vecchia, l’Assemblea dei Soci decide di ritornare alla vecchia denominazione riappropriandosi così dell’appellativo di “Reale” scomparso nel 1946 dopo l’esito del referendum istituzionale.
Nel 1993 il maxi yacht “Blu Emeraude” vince con Raffaele Raiola il Campionato del Mondo dei Maxi Yacht. Il socio Vincenzo Onorato vince negli Stati Uniti nell’anno 2000 il Campionato del Mondo “Mumm 30” e, a seguire, quello degli IMS. Nel 2001 Vincenzo Onorato lancia la sfida per conto e nome del Circolo Savoia al Royal New Zealand Yacht Club di Auckland per l‘America’s Cup 2002-2003 con Mascalzone Latino.
Nel mese di gennaio 2002 il CONI conferisce al Circolo Savoia – unica società velica italiana – il Collare d’Oro al Merito sportivo, la massima onorificenza riservata alle società sportive centenarie.
Molti altri successi nell’ultimo periodo hanno arricchito il palmarès del Circolo Savoia. Il maxi yacht IDEA di Raffaele Raiola vince nel 2003 a Porto Cervo il Campionato del Mondo della Classe. Viviana Bulgarelli, partecipa ai Campionati del Mondo di Canottaggio e conquista ad Atene la medaglia d’argento nel due di coppia.
Il Circolo Savoia nel 2003 si aggiudica il trofeo Paolo d’Aloia, trofeo messo in palio dalla Federazione Italiana Canottaggio ed assegnato alla Società vincitrice della speciale classifica annuale riservata all’attività giovanile nazionale. In questi ultimi anni il Savoia è diventato il Circolo di rappresentanza della Regione Campania e del Comune di Napoli. Capi di Stato, Primi Ministri, Ambasciatori, Premi Nobel, grandi nomi della cultura mondiale in visita ufficiale nella città sono accolti nei Saloni del Circolo.
Al Circolo Savoia nel marzo del 2003 è stata organizzata la Cena di Gala in onore di Vittorio Emanuele e della sua famiglia in occasione del ritorno a Napoli dopo il lungo esilio.
In anni recenti, il simbolo più luminoso della sezione sportiva del Circolo Savoia è certamente stato Matteo Castaldo, il canottiere che ha portato a Santa Lucia il primo titolo italiano di canottaggio (in singolo). Da quel successo, per Castaldo si sono aperte le porte del grande sport internazionale. Il Socio Benemerito del Club ha vinto il titolo mondiale nel 2015, la medaglia di bronzo olimpica a Rio 2016 e ancora medaglie iridate in tutti i campi di regata. Di fatto, insieme all’altro olimpico di Rio de Janeiro, Fabio Infimo, ha aperto la strada a una nuova generazione che nel 2018 s’è affermata con il successo mondiale di Alfonso Scalzone e Giuseppe Di Mare, in grado di conquistare nel giro di un biennio tutto ciò che era possibile vincere a livello italiano ed internazionale (europei, mondiali giovanili, mondiali universitari). L’ultimo successo è il Mondiale assoluto a Plovdiv, in Bulgaria, il secondo per il Circolo Savoia dopo quello di Castaldo.
Nel 2018, il Circolo Savoia ha fatto registrare numeri record nel canottaggio con la conquista di 10 titoli italiani, di medaglie internazionali e della Coppa Lysistrata, vinta 5 volte in 7 anni dal 2012 al 2018.
Nel 2018 è tornata in alto anche la sezione velica, grazie agli atleti che si sono distinti nelle acque di tutta Europa vincendo due Medaglie d’Oro ed una di Bronzo ai Campionati italiani. Particolare soddisfazione ha dato al club la vittoria del Campionato italiano assoluto Offshore conseguito dal Pietro Moschini, socio del club, con la sua “Endlessgame” anche perché è stata accompagnata dalla vittoria di una delle regate di altura più importanti e fascinose che si svolgono nel Mediterraneo: la “Palermo-Montecarlo”, mai prima d’ora vinta dal Circolo Savoia.
Il Circolo Savoia oggi è presieduto dall'Avv. Fabrizio Cattaneo Della Volta, in carica dal 13 Aprile 2019.

## Attività sportiva

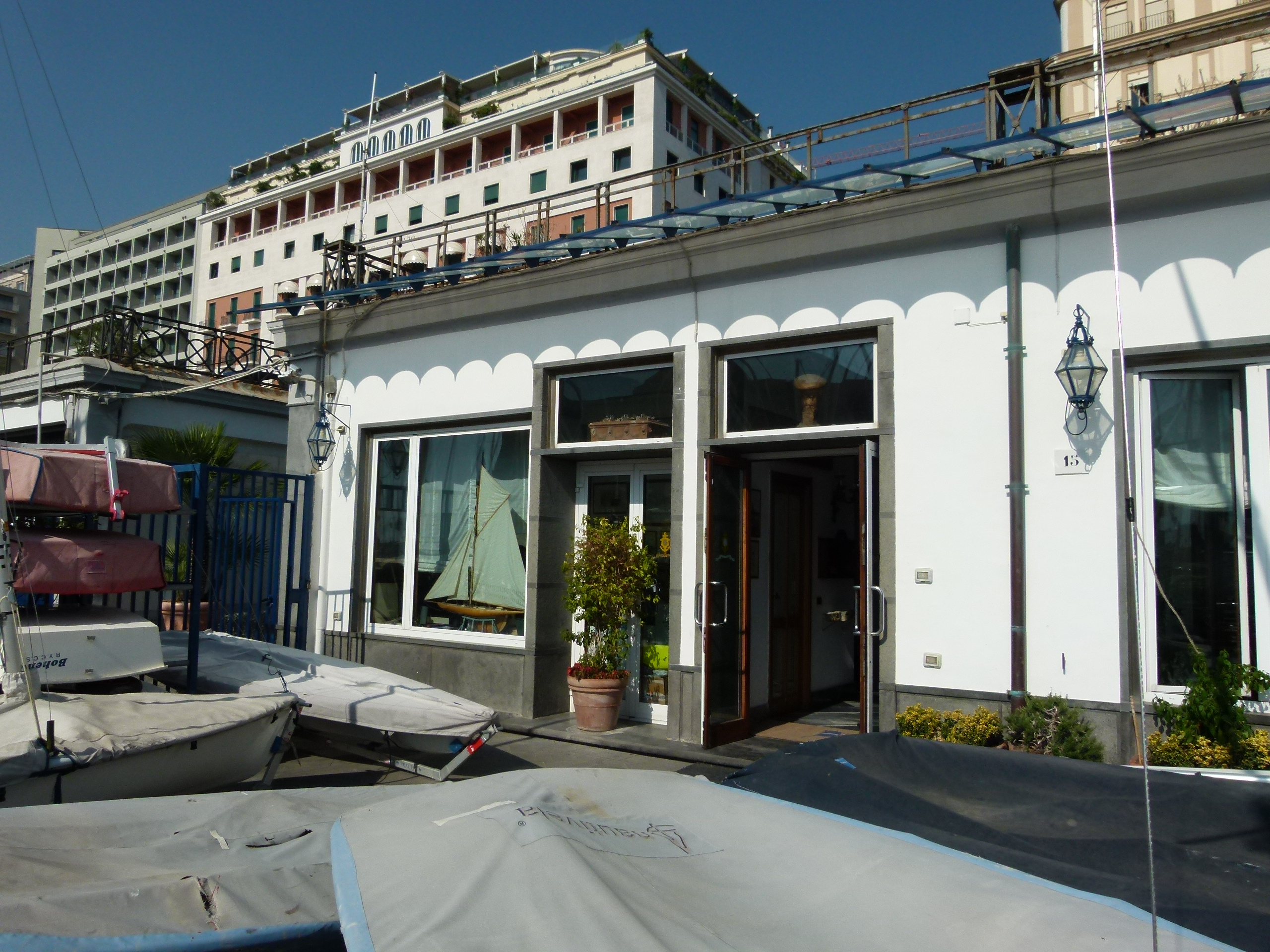
Affacciata sulla banchina Santa Lucia del Reale Yacht Club Canottieri Savoia.

Il Reale Yacht Club Canottieri Savoia organizza diversi eventi sportivi di livello nazionale e internazionale e partecipa a vari campionati di canottaggio e di vela.
Al Savoia questi sport sono praticati, con ottimi risultati, anche a livello giovanile.
Il Circolo ogni anno si dedica alla formazione di nuovi atleti organizzando corsi per allievi di canottaggio e vela per le classi: 420, Laser e Optimist.
Inoltre il Circolo Savoia organizza numerose regate nel golfo di Napoli per diverse classi veliche.

## Albo d'oro

### Canottaggio
L'albo d'oro del Reale Yacht Club Canottieri Savoia comprende molteplici titoli italiani e internazionali di canottaggio.
Campionati Mondiali ed Europei
- 1930 Campionato Universitario del Mondo Pavia “Due di punta con timoniere” con Ninotto Bournique, Pasquale Giliberti, tim. Mario Quarantotto.
- 1963 Campionato Europeo Juniores Duisburg “Otto Outtrigger” con Raffaele Caliendo, Carlo De Feo.
- 1985 Campionato Mondiale Juniores Medaglia di Bronzo “Quattro” con Giulio Palomba, Leonardo Massa, Alfredo Striani, Enrico Milano, tim. Claudio La Bruna.
- 1986 Coppa Europa a Brandeburgo Medaglia di Bronzo ”Otto” misto con Giulio Palomba, Carlo Castellano, Alfredo Striani, Enrico Milano, tim. Claudio La Bruna.
- 1999 Coppa del Mondo Lucerna “Otto pesi leggeri” con Salvatore Messina.
- 1999 Campionati Mondiali Assoluti Medaglia di Bronzo “Otto pesi leggeri” con Salvatore Messina.
- 2002 Mondiale Junior Trakkai - Lituania Medaglia d'Argento in “Otto” con Antonio D'Agosta.
- 2002 Coppa della Gioventù Europeo Montemor-Portogallo “Doppio Junior” con Viviana Bulgarelli.
- 2003 Mondiali Juniores Skinyas Atene Medaglia d'Argento “Due di coppia” con Viviana Bulgarelli.
- 2004 Mondiali Juniores Medaglia d'Argento Banyoles “Due di coppia” con Viviana Bulgarelli.
- 2007 Mondiale Under 23 Scozia Medaglia di Bronzo “Doppio” con Viviana Bulgarelli.
- 2010 Campionato del Mondo Under 23 Brest Bielorussia “Quattro con” Azzurro, Emanuele Liuzzi.

Regate Internazionali
- 1901 Regate di Nizza. “Skiff Junior e Skiff Senior” con Augusto Gandais.
- 1963 Regate di Sabaudia. “Due con”, Raffaele Caliendo, Bruno Tassi, tim. Salvatore Rimonti.
- 1984 Regate di Brno Cecoslovacchia sull'”Otto” Federale con Giulio Palomba, Leonardo Massa, Carlo Castellano, Enrico Milano.
- 1986 Internazionale di Nottingham “Quattro Senior” misto, con Leonardo Massa.
- 1986 Regate di Bled “Otto senior B” con Carlo Castellano.
- 1986 Campionato Internazionale di Francia a Vichy “Quattro Senior A” con Leonardo Massa.
- 1999 Gara Internazionale di Bled “Otto pesi leggeri” con Salvatore Messina.
- 2004 Regate di Monaco “Doppio Junior” con Viviana Bulgarelli.

Campionati italiani
- 1895 Campionato Meridionale “Skiff” con Augusto Gandais
- 1900 Campionato Italiano “Quattro jole” con Carlo Frasca, Gennaro Pagano, Augusto Borsati, Homero Byngton, tim. Enrico Cottrau
- 1904 Campionati del Mezzogiorno “Jole a due” con Lettieri, Imparato, tim. dell'Isola
- 1904Campionato del Mezzogiorno “Quattro outrigger” con Eduardo Pepe, Arturo Cimino, Ernesto Cimino, Carlo Frasca, tim. dell'Isola
- 1904 Campionato del Mezzogiorno “Otto jole”
- 1905 Campionato del Mezzogiorno “Due outrigger”
- 1905 Campionato del Mezzogiorno “Otto outrigger”
- 1910 Campionato Italiano di Taranto “Otto jole Lysistrata I”
- 1911 Campionato Italiano “Otto jole”
- 1937 Campionato Italiano “Jole a due”
- 1940 Campionato del Mare “Singolo” con Carlo Cascinelli
- 1948 Campionato Italiano del Mare “Otto jole”
- 1953 Campionato Italiano Allievi “Quattro” con Paradiso, Fortino, Cortellessa, Fiore, tim. Vincenzo Barattolo
- 1957 Campionato Italiano Allievi “Due di coppia” con Curzio Buonaiuto, Corrado Di Donato
- 1957 Campionato Italiano Allievi “Due di punta con timoniere” con Alessandro Panizza, Sergio Tramontana, tim. Vincenzo Barattolo
- 1958 Campionato Italiano Allievi “Due di punta con tim.” con Alfredo Tassi, Giovanni Sasso, tim. Vincenzo Barattolo
- 1958 Campionato Italiano “Doppio canoe” con Salvatore Di Giovanni, Corrado Di Donato
- 1959 Campionato Italiano Allievi “Singolo” con Luigi Maria Ricciardi
- 1960 Campionato Italiano Studenti universitari “Otto outrigger” con Curzio Buonaiuto, Leonardo Carofiglio, Alessandro Panizza, Antonio Balatto, Antonio Laraia, Vincenzo D'Antuono, Alfredo Tassi, Antonio Gargiulo, tim. Adamo
- 1961 Campionato Italiano Allievi Trieste “Otto outrigger” con Carlo De Feo, Vincenzo Cenci, Bruno Tassi, Domenico Nocera, Raffaele Caliendo, Alberto La Greca, Aldo Calì, Fabio Incoronato, tim. Vincenzo Barattolo
- 1961 Campionato Italiano Studenti universitari “Otto outrigger” con Alessandro Panizza, Corrado Di Donato, Antonio Laraia, Pino Castaldo, Luigi Maria Ricciardi, Antonio Balatto, Alfredo Tassi, Ubaldo Milone, tim. Ugo Bianco
- 1962 Campionato Italiano Studenti universitari “Otto outrigger” con Alessandro Panizza, Antonio Balatto, Paolo De Feo, Gaetano Truppo, Giovanni Magliole, Ubaldo Milone, Alfredo Tassi, Eugenio Bertonazzi, tim. Vincenzo Barattolo
- 1966 Campionato Italiano Allievi “Singolo” con Gaetano Di Domenico
- 1966 Campionato Italiano Allievi “Due di coppia” con Fabrizio Pinardi, Gaetano Di Domenico
- 1968 Campionato Italiano Junior “Otto outrigger” con equipaggio misto con Giancarlo De Lella, Giovanni Postiglione, Adolfo D'Auria
- 1977 Campionato Italiano “Canoina” con Franco Borrelli
- 1983 Campionato Italiano Ragazzi Piediluco “Quattro” con Giulio Palomba, Leonardo Massa, Carlo Castellano, Enrico Milano, tim. Carlo Serafino
- 1984 Campionato Italiano Juniores “Quattro” con Giulio Palomba, Leonardo Massa, Carlo Castellano, Enrico Milano, tim. Claudio La Bruna
- 1985	Campionato Italiano Juniores Orbetello “Quattro jole” con Giulio Palomba, Leonardo Massa, Alfredo Striani, Enrico Milano, tim. Claudio La Bruna
- 1985 Campionato Italiano Juniores “Otto di punta con timoniere” con Giulio Palomba, Leonardo Massa, Alfredo Striani, Enrico Milano, Maurizio Franzoni, Carlo Castellano, Marco Finaldi, Marcello Franzoni, tim. Claudio La Bruna
- 1990 Campionato Italiano Ragazzi “Quattro senza” con Rosario Messina, Gaetano Russo, Flaviano Ciriello, Fabio Marchese
- 1993 Campionati del Mare Marsala “Quattro Jole Senior” con Gianluca Ciardi, Fabio Liotti, Gaetano Russo, Marco Russo tim. Raffaele Gagliotti
- 1994 Campionati Italiani del Mare Orbetello “Quattro Jole Junior” con Salvatore Messina, Marco Russo, Alessandro Ciliberti, Francesco Pigneri, tim. Andrea De Angelis
- 1995 Campionati del Mare Orbetello “Doppio Canoe Senior” con Marco Russo, Salvatore Messina
- 1995 Campionati del Mare Orbetello “Doppio Master A” con Giulio Palomba, Giovanni Suarez
- 1995 Campionati Italiani Milano “Singolo Junior” con Viviana Bulgarelli
- 2004 Campionato del Mare Orbetello “Quattro Jole Master B” con Luciano Capuano, Mariano Barbi, Gialuca Ciardi, Fabio Marchese
- 2005 Campionato del Mare Corbara “Otto Jole Master” con Luciano Capuano, Mariano Barbi, Gian Luca Ciardi, Fabio Marchese, Rosario Messina, Alessandro Conte, Massimo Guerra, tim. Davide Curiale
- 2006 Campionato del Mare Como “Quattro Jole Master B” con Luciano Capuano, Mariano Barbi; Gianluca Ciardi, Fabio Marchese
- 2006 Campionato del Mare Como “Quattro Jole Master A” con Gaetano Russo, Rosario Messina, Massimo Guerra, Francesco Pumilia, tim. Davide Curiale
- 2006 Campionato del Mare Como “Otto Jole Master” con Luciano Capuano, Mariano Barbi, Gianluca Ciardi, Fabio Marchese, Gaetano Russo, Rosario Messina, Massimo Guerra, Francesco Pumilia, tim. Davide Curiale
- 2007 Campionati Italiani del Mare Marsala “Canoino Junior” con Martina Buonocore
- 2007 Campionati Italiani del Mare Marsala “Quattro GIG Ragazzi” con Michele Volpe, Paolo Di Cicco, Flavio Bulgarelli, Antonio Cosentino, tim. Armando Viglietti
- 2008 Campionati Italiani Trieste “Canoino Junior” con Emanuele Liuzzi
- 2008 Campionato Italiano Trieste “Quattro Jole Master B” con Gianluca Ciardi, Fabio Marchese, Gaetano Russo, Alessandro Conte, tim. Alessandro Esposito
- 2008 Campionato Italiano Trieste “Canoino Master B” con Alessandro Conte
- 2008 Campionato Italiano Trieste “Canoino Master D” con Giovanni Battaglia
- 2008 Campionato Italiano Trieste “Doppio Canoe Master B” con Francesco Pumilia, Nino Fattore
- 2009 Campionato Italiano Allievi e Cadetti Varese XX Festival dei Giovani
  - “Singolo” Allievi con Alessandro De Robertis
  - “Singolo” Allievi con Francesco D'auria
  - “Singolo” Allievi con Ivan Capuano
- 2010 Campionato Italiano Allievi e Cadetti Piediluco XXI Festival dei Giovani
  - “Doppio” Allievi con Ivan Capuano e Alessio Vagnelli
  - “Singolo” Allievi con Francesco D'Auria
  - “Singolo” Cadetti con David Di Renzo
  - “Singolo” Allievi con Alessio Vagnelli
- 2010 Campionato Italiano Salerno XXI Trofeo del Mare - “Doppio Canoe Master” con Martina Buonocore e Alessandro Esposito
- 2011 Campionato Italiano Indoor Rowing San Benedetto del Tronto - Under 23 con Emanuele Liuzzi

### Vela
L'albo d'oro del Reale Yacht Club Canottieri Savoia comprende molteplici titoli italiani e internazionali di vela. Riportiamo di seguito solo i titoli più importanti.
Olimpiadi
- 1960 Bronzo classe Dragone alle Olimpiadi della Vela di Napoli: “Venilia” con Nino Cosentino, Antonio Ciciliano, Giulio De Stefano

Campionati Mondiali ed Europei
- 1934 Campionato Europeo Star Marsiglia: “Orsa” ITA1036 con Fritz Giannini e Mario Malfitano.
- 1955 Campionato d'Europa Lightning: “Alcione” con Adriano Cosentino, Caroselli, U. De Conciliis.
- 1993 Circuito Internazionale Maxi Icaya: “Blue Emeraude” di Raffaele Raiola.
- 1996 Mondiale 420 Belgio 2º Classificato equipaggio Flora Nappi, Alessandra Allodi.
- 1996 Mondiale 420 a Squadre Belgio 3º Classificato equipaggio Flora Nappi, Alessandra Allodi.
- 2000 Campionato Mondiale IMS Newport “Mascalzone Latino” di Vincenzo Onorato.
- 2000 Campionato Mondiale MUMM 30 Miami “Mascalzone Latino” di Vincenzo Onorato.
- 2000 Campionato Europeo Optimist a squadre Berlino con Vincenzo Sicignano.
- 2003 Campionato del Mondo Maxi Yacht “Idea” a Porto Cervo di Raffaele Raiola.
- 2004 Campionato Europeo Classe 420 con Vincenzo Sicignano, Lorenzo De Felice.
- 2004 Campionato Europeo 420 Dublino con Vincenzo Sicignano, Lorenzo De Felice.
- 2006 Campionato Mondiale ISAF Porto Cervo “Mascalzone Latino” di Vincenzo Onorato.
- 2006 Campionato Mondiale FARR 40 Newport “Mascalzone Latino” di Vincenzo Onorato.
- 2007 Campionato Mondiale FARR 40 Copenaghen “Mascalzone Latino” di Vincenzo Onorato.
- 2007 Campionato Europeo Assoluto 420 Istanbul con Lorenzo De Felice.
- 2008 Campionato Mondiale FARR 40 Miami “Mascalzone Latino” di Vincenzo Onorato.
- 2010 Campionato Mondiale 420 Haifa Israele Femminile Assoluto e Juniores con Roberta Caputo e Benedetta Barbiero.
- 2010 Campionato Europeo 420 La Rochelle Francia Femminile Juniores con Roberta Caputo e Benedetta Barbiero.

Regate internazionali
- 1903 Regate di Nizza per yachts da 10 a 40 ton., "Caprice" -22 ton.- di Emilio Anatra
- 1903 Regate di Nizza per yachts da 2 a 5 ton.: “Sfinge” -2,5 ton.- di Emilio Anatra
- 1904 Regate di Nizza: “Caprice” di Emilio Anatra
- 1905 Regate di Nizza e Cannes: “Caprice” di Emilio Anatra
- 1907 Regate di Nizza, Cannes e Montecarlo: “Caprice” di Emilio Anatra
- 1908 Regate di Nizza: “Caprice” di Emilio Anatra
- 1909 Regate di Nizza, Cannes e Montecarlo: “Caprice” di Emilio Anatra vince definitivamente la Coppa Gordon Bennett -challenge triennale consecutiva- ed inoltre la Coppa del Presidente della Repubblica Francese, la Coppa del Re d'Inghilterra e la Coppa del Club Nautique de Nice
- 1928 Regate di Trieste: “Capelle” -6 m. S.I.- vince la Coppa Adriaco
- 1954 Campionato Internazionale Star: “Candide”, timoniere Nino Cosentino
- 1955 Regate di Arcachon, classe Dragoni: “Gabbiano” con Nino Cosentino, De Marco, Neri Stella – vince le coppe challenge Vasco de Gama e Herry Hallard
- 1955 Campionato di Francia, classe Star -Coppa Charcot- con Nino Cosentino, Masturzo
- 1957 Regate di Arcachon, classe Dragoni: “Gabbiano” con Nino Cosentino, De Marco, Neri Stella – vince le coppe challenge Vasco de Gama e Herry Hallard
- 1957 Settimana di Kiel “Kieler Woche” classe Dragoni: “Gabbiano” timoniere Nino Cosentino
- 1957 Regate di Skovshoved, classe Dragoni: “Gabbiano” timoniere Nino Cosentino, vince il Marblehead Trophy
- 1957 Trofeo Nastro Azzurro di Riva del Garda, classe Star: “Merope I” con Nino Cosentino e Neri Stella
- 1993 Regate di Capri del Circuito Internazionale Maxi Icaya: “Blue Emeraude” di Raffaele Raiola
- 1993 Settimana delle Bocche -tappa di Porto Cervo del Circuito Internazionale Maxi Icaya- “Blue Emeraude” di Raffaele Raiola
- 2000 Trofeo Marcello Campobasso Optimist Napoli con Vincenzo Sicignano
- 2008 Trofeo UNICEF Optimist Napoli con Luigi Michelini
- 2009 Imperia Winter Regatta 420 femminile con Roberta Caputo e Benedetta Barbiero

Titoli nazionali
- 1947 Campionato Italiano Star: “O Sole Mio” con Giorgio Galli e Federico De Luca
- 1954 Campionato Italiano Lightning: “Alcione” con Nino Cosentino, Caroselli, Marino
- 1956 Campionato Italiano Dragoni: “Gabbiano” con Nino Cosentino, Tallarico, Marino
- 1973 Campionato Italiano Juniores 470 con Carlo Campobasso, Gaetano Gargiulo
- 1985 Campionato Italiano I classe IOR: “Almagores” di Ciro Nappi e Cosimo Turizio, timoniere Raimondo Cappa
- 1986 Campionato Italiano I classe IOR: “Almagores” di Ciro Nappi e Cosimo Turizio, timoniere Raimondo Cappa
- 1990 Campionato Italiano Laser 2 con Roberto Fotticchia e Giuseppe Giacomarra
- 1994 Titolo Italiano Femminile 420 Lido degli Estensi con Sara Pertusati, Alessandra Allodi
- 1995 Titolo Italiano 420 Femminile Riva del Garda con Flora Nappi, Alessandra Allodi
- 1995 Titolo Italiano Juniores Femminile 470 Pesaro con Flora Nappi, Alessandra Allodi
- 1995 Titolo Italiano 420 Juniores Maschile Gallipoli con Pierluigi De Felice, Danilo De Felice
- 1997 Campionato Italiano 420 Femminile Carloforte con Valentina Barone, Barbara Lelj Garolla di Bard
- 1997 Coppa Italia di Anzio ILC 30 di Vincenzo Onorato
- 1998 Titolo Italiano Juniores 470 Napoli con Pierluigi De Felice, Danilo De Felice
- 2003 Campionato Italiano Laser Standard Riccione con Enrico Silvestri
- 2006 Campionato Italiano Trapani 420 con Lorenzo De Felice
- 2007 Campionato Italiano Andora 420 con Lorenzo De Felice
- 2007 Campionato Nazionale Ancona Optimist Femminile con Roberta Caputo
- 2011 Campionato Italiano classe X41 Punta Ala: “Raffica” timoniere Pasquale Orofino

## America's Cup

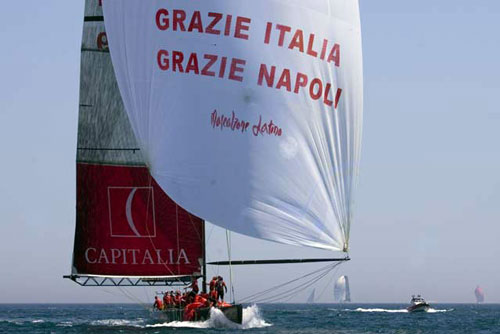
Mascalzone Latino alla Louis Vuitton Cup

Nel 2001 l'armatore napoletano Vincenzo Onorato ha lanciato la sfida per l'America's Cup 2003 in nome e per conto del Reale Yacht Club Canottieri Savoia al Royal New Zealand Yacht Squadron di Auckland con l'imbarcazione Mascalzone Latino.
La sfida di Mascalzone Latino per conto del Reale Yacht Club Canottieri Savoia è proseguita nell'America's Cup 2007 sotto la presidenza di Pippo Dalla Vecchia.

## Presidenti della Fondazione
In ordine cronologico:
- Cav. Michele Avallone
- Prof. Eduardo Migliaccio Barone
- Avv. Francesco Pasca
- Cav. E. Vittorio Cacace
- Duca Nicola del Balzo di Presenzano
- Avv. Gr. Uff. Eduardo Pepe
- Prof. Dott. Nicolò Castellino
- Avv. Comm. Camillo Solimene
- Avv. Luigi De Monte
- Comandante Cav. Del Lavoro Achille Lauro
- Rag. Fernando Cassini

- Avv. Gr. Uff. Mario Mazzuca
- Cav. Italo Gianasso
- Avv. Luigi De Monte
- Ing. Piero Ferrari
- Gr. Uff. Renato Barendson
- Ing. Agostino Anselmi
- Avv. Guido Pepe
- Dott. Mario Farina
- Ing. Aldo Ciaramella
- Dott. Giuseppe Dalla Vecchia
- Dott. Carlo Campobasso
- Avv. Fabrizio Cattaneo Della Volta

## Albo d'onore
Presidente Onorario
- Sua Maestà Vittorio Emanuele III

Vice Presidenti Onorari
- S.A.R. Emanuele Filiberto di Savoia Duca d'Aosta
- S.A.R. Luigi Amedeo di Savoia Duca degli Abruzzi
- S.A.R. Amedeo di Savoia Duca d'Aosta

Presidenti Benemeriti
- Avv. Francesco Pasca, Barone di Magliano
- Avv. Luigi De Monte
- Avv. Guido Pepe
- Dott. Giuseppe Dalla Vecchia

Soci Onorari
- Ammiraglio Paolo Thaon di Revel, Duca del Mare
- Generale Armando Diaz, Duca della Vittoria
- Comandante Marchese Francesco de Pinedo
- Tenente di Vascello Federico Paolini
- Contrammiraglio Umberto Cagni
- On.le Marchese di Campolattaro
- Avv. Prof. Aldo Sandulli

Soci Benemeriti
- Duca Alceste Capecelatro
- Comm. On. Enrico Arlotta
- Cav. Eduardo Anatra
- Prof. Mario Borgoni
- Avv. Luigi De Monte
- Dott. Carlo Frasca
- Dott. Carlo Rolandi